# Perlwein
Perlwein (französisch Vin pétillant, italienisch Vino frizzante, in der Schweiz Sternliwein) ist ein „halbschäumender“ Wein mit einem Mindestgehalt von 7 % Vol. Alkohol, der bei 20 °C zwischen 1 und maximal 2,5 bar Kohlensäureüberdruck aufweist; bei größerem Druck (ab 3 bar) spricht man von Schaumwein. Die enthaltene Kohlensäure wird meist als exogene Kohlensäure durch verschiedene Imprägnierverfahren zugesetzt, kann aber auch aus erster oder zweiter Gärung stammen, wenn der Most oder Wein im Drucktank vergoren wurde (endogene Kohlensäure). Von endogener Kohlensäure spricht man auch dann, wenn die Kohlensäure bei der Vergärung von Traubenmost zu Wein entstanden ist und später dem Produkt wieder zugesetzt wird. Es ist nicht erforderlich, dass sie in dem betreffenden Gebinde selbst entstanden ist.

## Beschreibung
Weinrechtlich wird in Deutschland unterschieden zwischen:
- Perlwein mit zugesetzter Kohlensäure,
- Perlwein,
- Perlwein mit geografischer Angabe und
- Qualitätsperlwein bestimmter Anbaugebiete.

Hauptunterscheidungskriterium hierbei ist die Verwendung von endogener beziehungsweise exogener Kohlensäure, sowie der weinrechtliche Status des Ausgangsproduktes (Tafelwein, Qualitätswein, Qualitätswein b.A).
Perlwein unterliegt in Deutschland nicht der Schaumweinsteuer, es sei denn, die Flasche ist mit einem Schaumweinstopfen verschlossen, der durch eine besondere Haltevorrichtung befestigt ist.
Nach einer Glanzzeit in den 1950er und 1960er Jahren kam Perlwein in Deutschland weitgehend aus der Mode. Seine Renaissance erlebt er seit Anfang der 1990er Jahre, als zunehmend italienische Perlweine (Prosecco frizzante) am deutschen Markt nachgefragt wurden. Seitdem werden auch in Deutschland wieder nennenswerte Mengen produziert und häufig unter der Bezeichnung Secco vermarktet.

## Belege
1. ↑  Verordnung (EG) Nr. 491/2009 des Rates vom 25. Mai 2009 zur Änderung der Verordnung (EG) Nr. 1234/2007 über eine gemeinsame Organisation der Agrarmärkte und mit Sondervorschriften für bestimmte landwirtschaftliche Erzeugnisse (Verordnung über die einheitliche GMO), abgerufen am 17. Dezember 2012. Anhang III: „Perlwein ist das Erzeugnis, das […] einen vorhandenen Alkoholgehalt von mindestens 7 % vol aufweist“
2. ↑  § 1 II SchaumwZwStG